# Cyclura ricordii
Cyclura ricordii (Duméril & Bibron, 1837) è una specie di sauro della famiglia degli Iguanidi endemica dell'isola di Hispaniola, dove è presente nella parte sud-occidentale della Repubblica Dominicana e ad Anse-à-Pitres, ad Haiti. Si tratta di una grande lucertola dalla lunghezza media, coda esclusa, che si aggira sui 49–51 cm nei maschi e sui 40–43 cm nelle femmine, e dal corpo di colore verde-grigiastro segnato da cinque o sei grossi scaglioni di colore variabile dal grigio scuro al nero. È un animale essenzialmente erbivoro che si nutre di foglie, fiori e frutti. I maschi sono territoriali, e difendono le femmine con cui si accoppiano tra maggio e giugno. Quest'ultime depongono da due a nove uova che si schiudono 90-100 giorni più tardi. Come quella delle altre specie di iguana, anche la popolazione di Cyclura ricordi è in diminuzione. Essa è minacciata soprattutto dalla predazione da parte di animali introdotti sull'isola come gatti e cani e dalle attività umane quali l'allevamento, attraverso il sovrapascolo del bestiame, e il bracconaggio. Per questo motivo, la specie è attualmente oggetto di vari programmi di protezione e conservazione.

## Descrizione

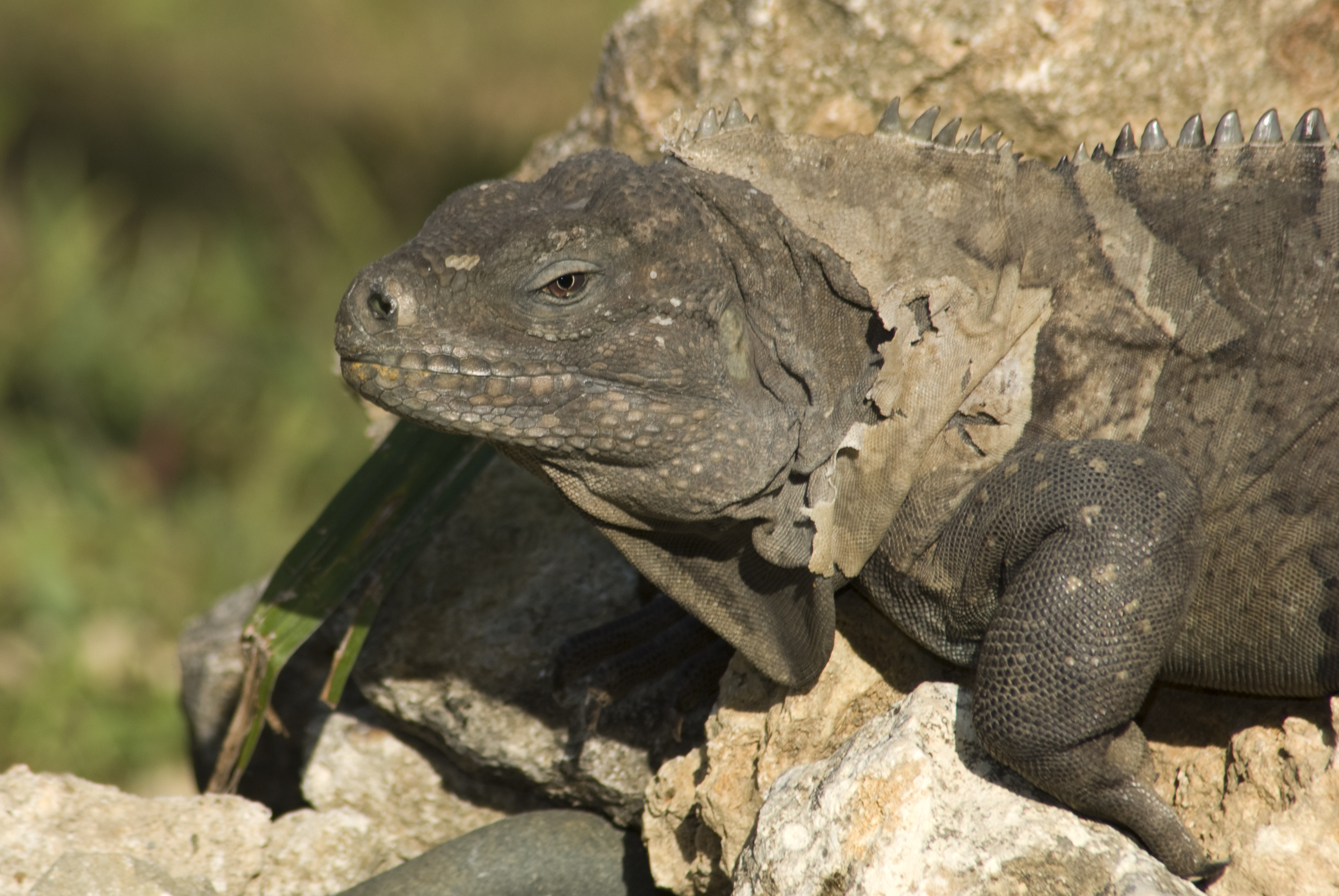
C. ricordi.

Cyclura ricordi è una grossa specie di iguana del genere Cyclura, dalla lunghezza media, coda esclusa, che si aggira sui 49–51 cm negli esemplari di sesso maschile e sui 40–43 cm nelle femmine; entrambi i sessi hanno una coda di lunghezza uguale. Le dita sono articolate, e le permettono di scavare e di arrampicarsi facilmente sugli alberi.
Il corpo è di colore verde-grigiastro segnato da cinque o sei grossi scaglioni di colore variabile dal grigio scuro al nero. Negli adulti, questi scaglioni sono un po' meno evidenti che nei giovani. Gli occhi presentano un'iride scura, quasi nera, e una sclera rossa.
Questa specie, come le altre specie di Cyclura, presenta un dimorfismo sessuale ben marcato; i maschi sono più grandi delle femmine, e hanno una cresta dorsale più prominente e pori femorali più grandi sulle cosce, che vengono utilizzati per rilasciare feromoni.
Cyclura ricordi ha una vista eccellente, che le permette di localizzare forme e movimenti anche da lunga distanza. Dal momento che è dotata solamente di pochi bastoncelli, vede però molto male in condizioni di scarsa luminosità. Dispone tuttavia di cellule dette «doppi-coni» che le conferiscono una buona visione dei colori e le permettono di vedere i raggi ultravioletti. Questa particolarità le è utile per localizzare i siti che utilizza per scaldarsi al sole, permettendole di assorbire maggiori quantità di luce sotto forma di UVA ed UVB per produrre vitamina D.
Come le altre iguane del genere Cyclura, Cyclura ricordi possiede un organo fotosensibile bianco sulla sommità della testa, l'occhio parietale. Quest'«occhio» possiede una retina e un cristallino rudimentali che non permettono di visualizzare delle immagini, ma sono sensibili ai cambiamenti di luminosità e possono percepire i movimenti.

## Biologia

### Comportamento
Le relazioni tra Cyclura pinguis e l'iguana rinoceronte, l'altra specie di Cyclura presente nel suo areale, sono poco conosciute. A differenza di quest'ultima, che si nasconde volentieri tra le fessure delle rocce, Cyclura ricordi predilige di più le gallerie scavate con le proprie zampe. Quando è in pericolo, può tuttavia rifugiarsi nelle fessure o all'interno di alberi cavi se non vi sono gallerie nelle vicinanze.

### Alimentazione
C. ricordii, come la maggior parte delle specie del genere Cyclura, è essenzialmente erbivora, e consuma foglie, fiori e frutti di diverse specie di piante. Uno studio condotto nel 2000 dalla dottoressa Allison Alberts allo zoo di San Diego ha rivelato che questi animali partecipano alla dispersione dei semi di numerose piante, e che i semi che sono passati attraverso il loro tratto digerente germinano più rapidamente degli altri. I semi contenuti nei frutti consumati dalle iguane godono di un reale vantaggio adattativo, in quanto germinano prima della fine della breve stagione delle piogge. Cyclura ricordii rappresenta inoltre un ottimo sistema di dispersione dei semi, soprattutto quando le femmine migrano verso i siti di nidificazione, ed essendo i più grandi erbivori del loro ecosistema insulare di Hispaniola sono essenziali per mantenere un equilibrio tra il clima e la vegetazione.
Come le altre lucertole erbivore, C. ricordii deve fronteggiare un problema di osmoregolazione: la materia vegetale contiene più potassio e meno sostanze nutritive rispetto alla carne, e gli animali devono quindi consumarne grandi quantità per soddisfare il loro fabbisogno metabolico. A differenza di quelli dei mammiferi, i reni dei rettili non possono concentrare la loro urina per conservare l’acqua corporea. Al contrario i rettili espellono attraverso la loro cloaca degli acidi urici tossici. Nel caso dell’iguana rinoceronte, che consuma molti vegetali, l’eccesso di ioni salini viene espulso attraverso una ghiandola del sale, allo stesso modo degli uccelli.

### Ciclo vitale
L'accoppiamento ha luogo tra maggio e giugno. Prima della copula il maschio scuote frequentemente la testa, e si avvicina alla femmina da dietro, prima di salirle sopra e afferrarle il collo con la bocca. Cerca poi di trattenerla per far passare la coda sotto quella della compagna, in modo da allineare le cloache ed effettuare la copula. Questa dura generalmente tra 30 e 90 secondi, e solo raramente una coppia viene vista accoppiarsi più di una o due volte nel corso della stessa giornata. In giugno o luglio vengono deposte da 2 a 18 uova, in nidi scavati nelle sacche di terra esposte al sole. Le uova vengono incubate per 90-100 giorni prima di schiudersi in settembre o in ottobre. Le uova di Cyclura sono tra le più grosse deposte dalle lucertole.

## Distribuzione e habitat
Cyclura ricordii abita in terreni arbustivi xerici con suoli sabbiosi in cui possono scavare gallerie che servono da rifugio e da sito di nidificazione. Gli ingressi di queste gallerie sono generalmente situati dietro a piante spinose, cespugli o rocce. L'habitat tipico in cui è diffusa questa specie è costituito da grandi pianure con rocce e zone dal suolo mobile e sabbioso, e con alberi e arbusti ben distanziati tra loro. Gli adulti vivono principalmente al suolo, mentre i giovani si rifugiano sugli alberi per proteggersi.
Questa specie è diffusa nel sud-ovest della Repubblica Dominicana, ove è possibile trovarla nell'arida valle di Neiba e nella parte più xerica delle pianure costiere della penisola di Barahona. Queste due popolazioni sono separate dalla Sierra de Baoruco (nota come Massif de la Selle ad Haiti), che, con tre cime di oltre 2000 m, formano una vera barriera ecologica. Nel corso del Pleistocene, quando il clima era più secco, potrebbero essere stati possibili scambi genetici tra queste due sottopopolazioni. La specie è inoltre presente su un'isola nel lago Enriquillo, Isla Cabritos.
All'interno del suo areale, Cyclura ricordii coabita con l'iguana rinoceronte e queste due specie sono state viste nuotare e fare il bagno nelle acque dolci dell'isola dall'erpetologo Jose Ottenwalder. Nel 2008, è stata constatata la presenza di questa specie anche ad Anse-à-Pitres, ad Haiti. La coabitazione tra Cyclura ricordi e l'iguana rinoceronte a Hispaniola costituisce un fatto unico nei Caraibi, dove su ogni isola che ospita delle iguane è presente solamente un'unica specie.

## Tassonomia
Il nome del genere Cyclura deriva dal greco antico cyclos (κύκλος) che significa «circolare» e ourá (οὐρά) che significa «coda», e allude ai grandi anelli ben visibili sulla coda di tutti i rappresentanti di questo genere. L'epiteto specifico è una forma latinizzata del nome del biologo francese Alexandre Ricord (1798-1876), che menzionò questa specie per la prima volta nel 1826.
I dati morfologici e genetici indicano che il parente vivente più stretto di C ricordi è C. carinata, che vive sulle isole Turks e Caicos.

## Conservazione

### Minacce
Sulla penisola di Barahona, la popolazione di Cyclura ricordi è minacciata dalle attività umane, soprattutto dall'agricoltura e dall'antropizzazione delle terre, oltre che dal pascolo del bestiame, e dall'estrazione di carbone. Le iguane vengono cacciate e catturate dai nativi come fonte di nutrimento, e vengono uccise dagli allevatori di capre a causa di una superstizione secondo la quale le iguane squarcerebbero il ventre al bestiame con le loro creste spinose. La competizione con gli animali domestici e introdotti costituisce ugualmente un problema, e i giovani in particolare sono vittime della predazione di gatti e cani. Vengono inoltre catturate illegalmente per alimentare il traffico illegale degli animali esotici.

### Programmi di conservazione
Si stima che la popolazione in natura di questa specie si aggiri tra le 3000 e le 4000 unità, il che ne fa un animale considerato in pericolo. Lo zoo di Indianapolis è impegnato nella Repubblica Dominicana nella ricerca e nella messa in pratica di misure di conservazione per preservare Cyclura ricordi. Il progetto specifico denominato Project Iguana condotto da questo zoo consente la salvaguardia delle iguane dei Caraibi e la conservazione del loro habitat contribuendo a educare i locali, gestendo programmi di allevamento in cattività e conducendo studi scientifici su questi animali.
Gli obiettivi di questo progetto sono soprattutto:
- di lavorare con il Ricord's Iguana Recovery Group all'ISG's Species Recovery Plan;
- di identificare gli animali su Isla Cabritos, in Repubblica Dominicana[21];
- determinare il livello di vitamina D delle iguane dei Caraibi ospitate negli zoo prima e dopo l'esposizione al sole;
- di lavorare in collaborazione con lo ZOODOM (lo zoo nazionale della Repubblica Dominicana) per sviluppare un programma di allevamento in cattività di Cyclura ricordi[21];
- di sviluppare attività didattiche sulle iguane dei Caraibi e sul loro habitat[18].

Parte dell'areale di questa specie ricade entro i confini di alcune zone protette. La popolazione della Valle de Neiba, zona che costituisce il 60% dell'areale della specie, vive entro i confini del Lago Enriquillo National Park. Inoltre la popolazione della vicina Goat island vive protetta all'interno dell'Isla Cabritos National Park dal 1974. Nella penisola di Barahona, due aree protette, il Parque Nacional Jaragua e la Acetillar Scenic Reserve, proteggono gran parte di ciò che resta dell'areale della specie a nord e ad est di Cabo Rojo.